# Breitbach (Main)
Der Breitbach ist ein mit seinem linken Hauptstrang-Oberlauf Hirtenbach 21 km langer, linker und südöstlicher Nebenfluss des Mains.

## Name
Die Erstbelege der Orte Marktbreit bzw. Obernbreit (1250 Prauthe, 1256 Brovthe) belegen, dass sich der Name nicht von breit im Sinne von breiter Bach herleiten lässt. Der Sprachwissenschaftler Albrecht Greule setzt als Ausgangsform mhd. *Briute mit der Bedeutung 'wo es wallt, wo gebraut wird' an. Ihm nach ist der Fluss nach dem Ort benannt.

## Geografie

### Verlauf
Der Breitbach entsteht in Iphofen-Nenzenheim am Westrand des Steigerwalds in Fortsetzung seines linken Oberlaufs Hirtenbach an einem unbedeutenden rechten Zufluss und läuft anfangs nach Nordosten. 
Er durchzieht in einem weiten Linksbogen die sogenannte Hellmitzheimer Bucht am Fuße des Berglandes, von dem her er einige Zuflüsse aufnimmt, und fließt daraufhin westsüdwestwärts weiter. Nachdem er kurz nacheinander seine großen Zuflüsse Iff und Ickbach von Süden her aufgenommen hat, wendet er sich auf westnordwestlichen Unterlauf. 
Er mündet bei Marktbreit bei Mainkilometer 277 von links in den Main, rund einen Kilometer vor der Flussbrücke der A 7 und der folgenden Staustufe Marktbreit des Mains.
Der etwa 21 km lange Lauf des Breitbachs endet ungefähr 274 Höhenmeter unterhalb der Quelle des Hirtenbachs, der Breitbach hat somit ein mittleres Sohlgefälle von etwa 12 ‰.

### Zuflüsse

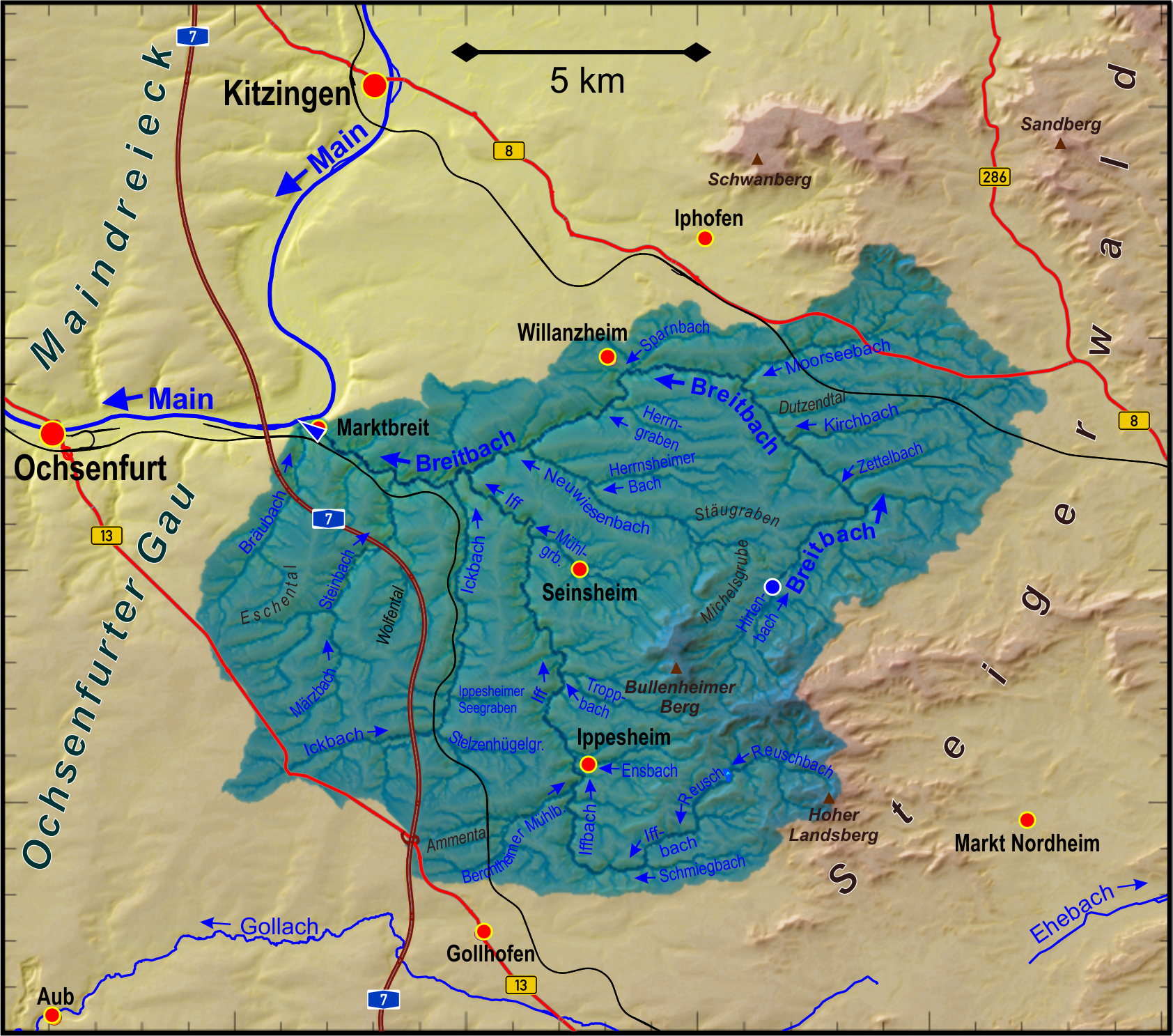
Einzugsgebiet des Breitbachs

Liste der Zuflüsse vom Ursprung zur Mündung. Gewässerlänge und Einzugsgebiet wenn dort ausgewiesen nach dem amtlichen Gewässerverzeichnis, sonst (mit „ca.“) auf der amtlichen topographischen Karte abgemessen, Höhe auf der letztgenannten Karte abgefragt. Andere Quellen für die Angaben sind vermerkt.

Auswahl.
Der Breitbach fließt in Nenzenheim auf etwa 300 m ü. NHN aus seinen beiden Oberläufen zusammen.
- Hirtenbach, linker Hauptstrang-Oberlauf von Südwesten, ca. 1,0 km und ca. 6,6 km²
- (Teichabfluss), rechter Nebenstrang-Oberlauf von Südosten, unter 0,4 km und über 0,1 km²
- Dornheimer Dorfbach, von rechts und Osten auf etwa 286 m ü. NHN an der Herrgottsmühle, ca. 1,6 km² und ca. 3,0 km²
- Zettelbach, von rechts und Ostnordosten auf etwa 277 m ü. NHN vor der Nierenmühle, ca. 2,6 km² und ca. 2,3 km²
- Kirchbach, von rechts und Ostnordosten auf etwa 260 m ü. NHN wenig vor Mönchsondheim, 6,3 km und 7,6 km²
- Moorseebach, von rechts und Nordosten auf etwa 250 m ü. NHN vor der Vogtsmühle, 5,2 km und 9,1 km²
- Sparnbach auf etwa 235 m ü. NHN, von rechts und Ostnordosten an der Zapfenmühle, ca. 2,5 km² und ca. 2,7 km²
- Herrngraben, von links und Osten auf etwa 230 m ü. NHN vor der Hagenmühle, ca. 1,6 km² und ca. 2,8 km²
- Neuwiesenbach, von links und Ostsüdosten auf etwa 216 m ü. NHN in Tiefenstockheim in einen linken Mühlkanal, ca. 5,4 km² und ca. 11,7 km²
- Iff, Abschnittsnamensfolge Hirschgraben → Reusch → Iffbach → Iff, von links und Südosten auf etwa 206 m ü. NHN zwischen Tiefenstockheim und Obernbreit, 19,8 km und 44,6 km²
- Ickbach, Oberlaufname Flussgraben, von links und Südwesten auf etwa 202 m ü. NHN vor Obernbreit, 10,7 km und 19,1 km²
- Steinbach, Oberlaufname Märzbach, von links und Südsüdwesten auf etwa 195 m ü. NHN in Obernbreit, 7,6 km und 14,7 km²
- Steingraben, Oberlaufname Bräubach, von links und Südwesten auf etwa 180 m ü. NHN in Marktbreit, 4,5 km und 6,5 km²

### Flusssystem Breitbach
- Fließgewässer im Flusssystem Breitbach

### Orte
Der Breitbach fließt durch folgende Orte:
- Nenzenheim
- Mönchsondheim
- Willanzheim
- Tiefenstockheim
- Obernbreit
- Marktbreit

## Mühlen
Weit über 50 Mühlen säumten in der Vergangenheit die Ufer des Breitbachs und seiner Zuflüsse. Die ältesten Anlagen datieren bereits auf das Frühmittelalter. Allerdings wurden die Mühlen urkundlich erst zu Beginn des 14. Jahrhunderts erstmals genannt. Im Laufe der Frühneuzeit differenzierten sich die Wassermühlen aus: Stellten sie zunächst lediglich die Mehlversorgung der örtlichen Bevölkerung sicher, entstanden später auch Loh-, Hammer- und andere Mühlen entlang des Bachs. Eine lokale Besonderheit stellen die vielen Gipsmühlen dar, die den Bach säumten und auf die gipshaltigen Bodenzusammensetzungen entlang des Gewässers verweisen.